# Є (слово ћирилице)
Је или украјинско Је (Є є) је слово ћирилице.
То је посебно слово у украјинском алфабету (осма позиција од 1992., седма позиција пре тога), панонско-русинском алфабету и карпатско-русинском алфабету, у свим овим алфабетима Є долази непосредно после Е. У савременом црквенословенском језику Є се сматра варијантним обликом Е (тамо је избор Є и Е вођен правописним правилима).
До средине 19. века, Є се такође користио у румунском и српском језику (слово је елиминисано у азбуци Вука Караџића и замењено је диаграфом ''је'').
Остали савремени словенски језици могу да користе облик слова Є уместо Е у декоративне сврхе.
Слово се обично назива старијим називом Јест' и описним називом дугачко Е.
На украјинском, Є обично представља звук / је / или / јɛ / попут изговора ⟨је⟩ у енглеској речи ''yes''.
Є је романизовано као ⟨je⟩, ⟨ye⟩ или ⟨ě⟩.

## Историја
Слово Є изведено је из једног од варијантних облика ћириличког слова Е , познатог као „дуго Е“. Слово у облику Є може се наћи у касним унцијалним (уставним) и полуунцијалним (полууставским) ћириличним рукописима, посебно онима украјинског порекла.
Tипично одговара јотираним словом Е (Ѥ ѥ) старијих споменика.
Неки стари буквари и граматике црквенословенског језика навели су Є као слово различито од Е и ставили га на крај алфабета (тачан положај алфабета варира).
Међу ћириличним писмима модерног стила (познатим као „цивилно писмо“ или „петрино писмо“), Є је први пут коришћено у српским књигама (крај 18. века и прва половина 19. века).
За модерни украјински језик, Є се користи од 1837. године (правопис алманаха „Русалка Днѣстровая“. У ћириличним бројевима, Є је увек пожељнији од Е да представља број 5.

## Употреба

### Украјински и русински језик
На украјинском и русинском (као и у старој српској ортографији), Є представља звучну комбинацију /је/ или самогласнички звук /е/ након палатализованог сугласника.

### Ханти језик
У Хантију слово представља звук / је /.

### Новоцрквенословенски језик
Од средине 17. века, црквенословенски правопис има следећа главна правила у вези са употребом облика Є и Е:
у почетном положају се увек користи Є;
у супротном се користи Е уз следеће изузетке:
у именским завршецима се користи -евъ и -емъ за множину и -евъ, -емъ за једнину;
у осталим завршецима, суфиксима и коренима именица, придева, партиципа, бројева и заменица, користите Є за множину / двојину, ако у једнини постоји истоимени облик (било исте речи или другог; стварно правило је сложеније и недовољно дефинисано, јер постоји више других начина за уклањање такве хомонимије);
издавачи из Кијева такође користе Є у генитиву од три заменице (менє, тебє, себє) и Е у акузативу (мене, тебе, себе);
као нумерички знак (са вредношћу 5) користи се Є, а не Е (правило се често игнорисало ван Руског царства).
У модерној црквенословенском алфабету шесто слово је обично приказано као Єєе (једно велико слово уз две варијанте малог слова).
Различити облици Є и Е постоје само малим словима; тако у свим стиловима великих и малих слова, разлика између Є и Е нестаје.
Староверци штампају своје књиге користећи старију варијанту новоцрквенословенског језика. Његова ортографија комбинује горе описани потпуно формални систем са старијом традицијом да се Є користи фонетски (после самогласника, да представља јотирано / је /).

## Рачунарски кодови
| Знак                      | Є                         | Є                         | є                       | є                       |
| ------------------------- | ------------------------- | ------------------------- | ----------------------- | ----------------------- |
| Назив у Уникоду           | ВЕЛИКО ЋИРИЛИЧНО СЛОВО ЈЕ | ВЕЛИКО ЋИРИЛИЧНО СЛОВО ЈЕ | МАЛО ЋИРИЛИЧНО СЛОВО ЈЕ | МАЛО ЋИРИЛИЧНО СЛОВО ЈЕ |
| Врста кодирања            | децимална                 | хексадецимална            | децимална               | хексадецимална          |
| Уникод                    | 1028                      | U+0404                    | 1108                    | U+0454                  |
| UTF-8                     | 208 132                   | D0 84                     | 209 148                 | D1 94                   |
| Нумеричка референца знака | &#1028;                   | &#x404;                   | &#1108;                 | &#x454;                 |